# Bdebba
Bdebba (بدبا) es un pueblo en el distrito de Koura en el Líbano. Su población es mayoritariamente griega ortodoxa.

## Toponimia
La palabra Bdebba tiene origen siriaco y está formada por dos partes "Bet Dibba". "Apuesta" que significa "casa" (مكان) y "Dibba" que significa "oso" (الدب). Por lo tanto, Bdebba es la casa del oso (مأوى الدب). Este análisis etimológico puede ser apoyado por hallazgos arqueológicos en el área. De hecho, una excavación realizada por un equipo de la Expedición Científica de la Universidad de Tokio a Asia Occidental en el área de Keoue, un lecho de río que separa Bdebba y Bterram, y los artefactos encontrados llevaron a la conclusión de que los ocupantes del sitio eran probablemente grandes cazadores de osos usando pequeños puntos.

## Ubicación

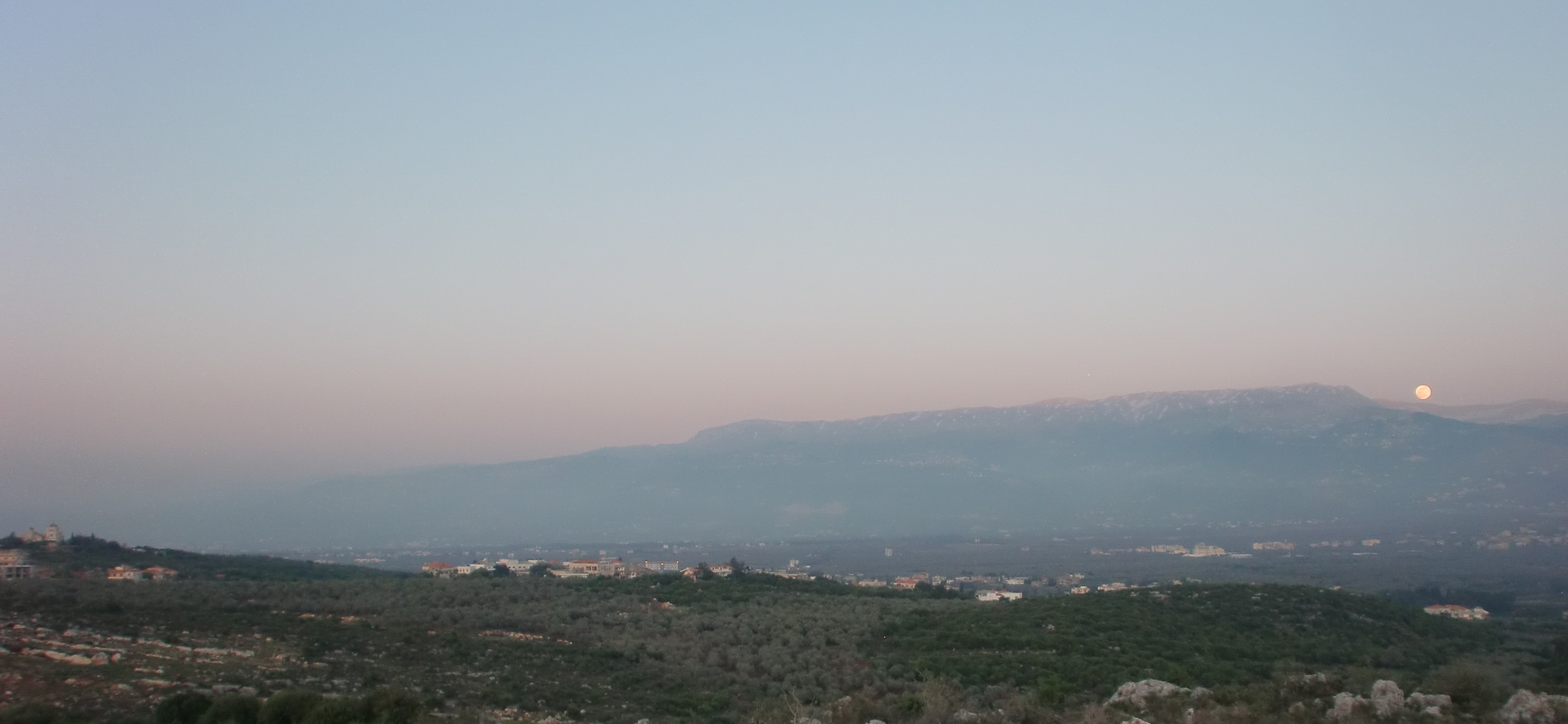
Paisaje de Bdebbae

La ciudad de Bdebba está situada en el distrito de Koura en la gobernación norte a una altitud media de 900 pies (290 metros) sobre el nivel del mar. Bdebba está a 70 kilómetros al norte de Beirut, a 5,5 kilómetros al este del mar Mediterráneo ya 10 kilómetros al sur de Trípoli, la segunda ciudad más grande del Líbano. La ciudad se extiende sobre un área de aproximadamente 462 acres, (1'870.000 m²) la mayoría de la tierra está plantada con olivos.

## Población
El número estimado de residentes registrados es de alrededor de 1.200 personas, la mayoría (más del 80%) pertenece a la Iglesia ortodoxa y una minoría de católicos maronitas.
El número de votantes alcanzó los 859 en 2004, comparado con 872 en el 2000.

### Familias

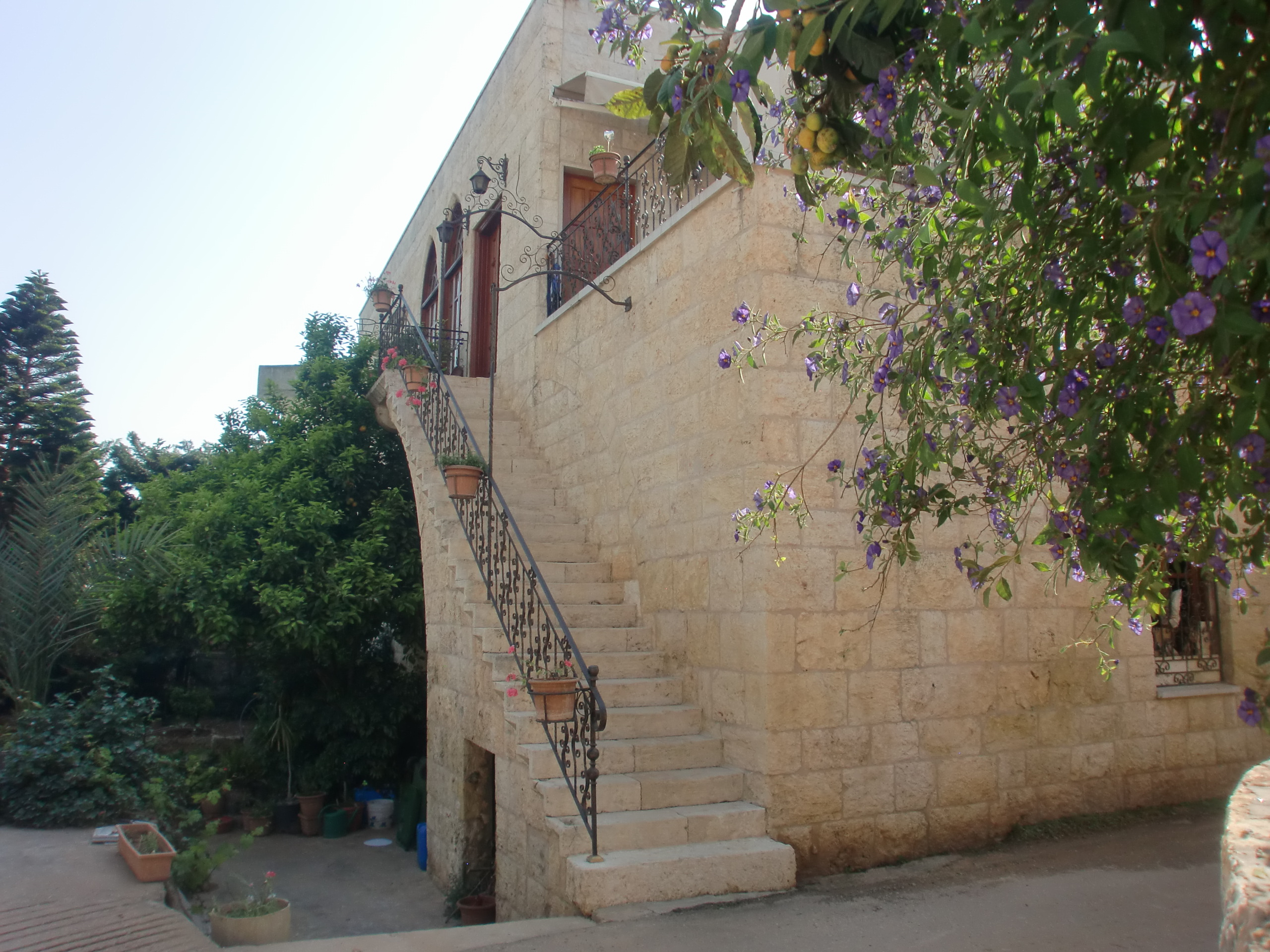
Casa tradicional en Bdebba

Según las eleccions municipales del 2004, las familias más influyentes en Bdebba son:
- Khoury: 150 votantes
- Daher: 72 votantes
- Jabbour: 60 votantes
- Saadeh: 50 votantes
- Jreige: 50 votantes
- Chikhani: 43 votantes
- Moussa: 35 votantes
- Abi Saab: 30 votantes
- Nehmeh: 30 votantes
- Armesh: 25 votantes
- Sleiman: 20 votantes
- Barakat: 20 votantes

Otras familias incluyen: Hajj, Nassar, Ibrahim, Chakkour, Youssef, Fayyad, Qormesh, Ya'acoub, Tannous, Merched, Itani, Ghazi, Razzouk, Maik, Gerges, Derkhashadorian, Allawi, Tarraq, Boustani, y Sassine.

## Autoridades locales
Hasta 2004 la autoridad más alta en la ciudad era el alcalde, encabezada por Lila Khoury y la vicealcaldesa Georgette Khoury.
Desde el 2004 fue creada la municipalidad de Bdebba en línea con la decisión no. 818 del 30 de diciembre de 2003. El consejo municipal está formado por 9 miembros y está encabezado por Zafer Khoury. La ciudad todavía tiene un mukhtar (alcalde) y un consejo de alcaldía.

## Economía
Los residentes dependen del cultivo del olivo, la producción de aceite de oliva y jabón de oliva, algunos cultivan higo, uvas, toronjas, principalmente para el consumo personal.
También los inmigrantes a los Estados Unidos de América, Canadá, Argentina, Brasil, México, África, Arabia Saudita, Kuwait y los otros estados del Golfo envían dinero a sus familias.

## Sitios arqueológicos y culturales

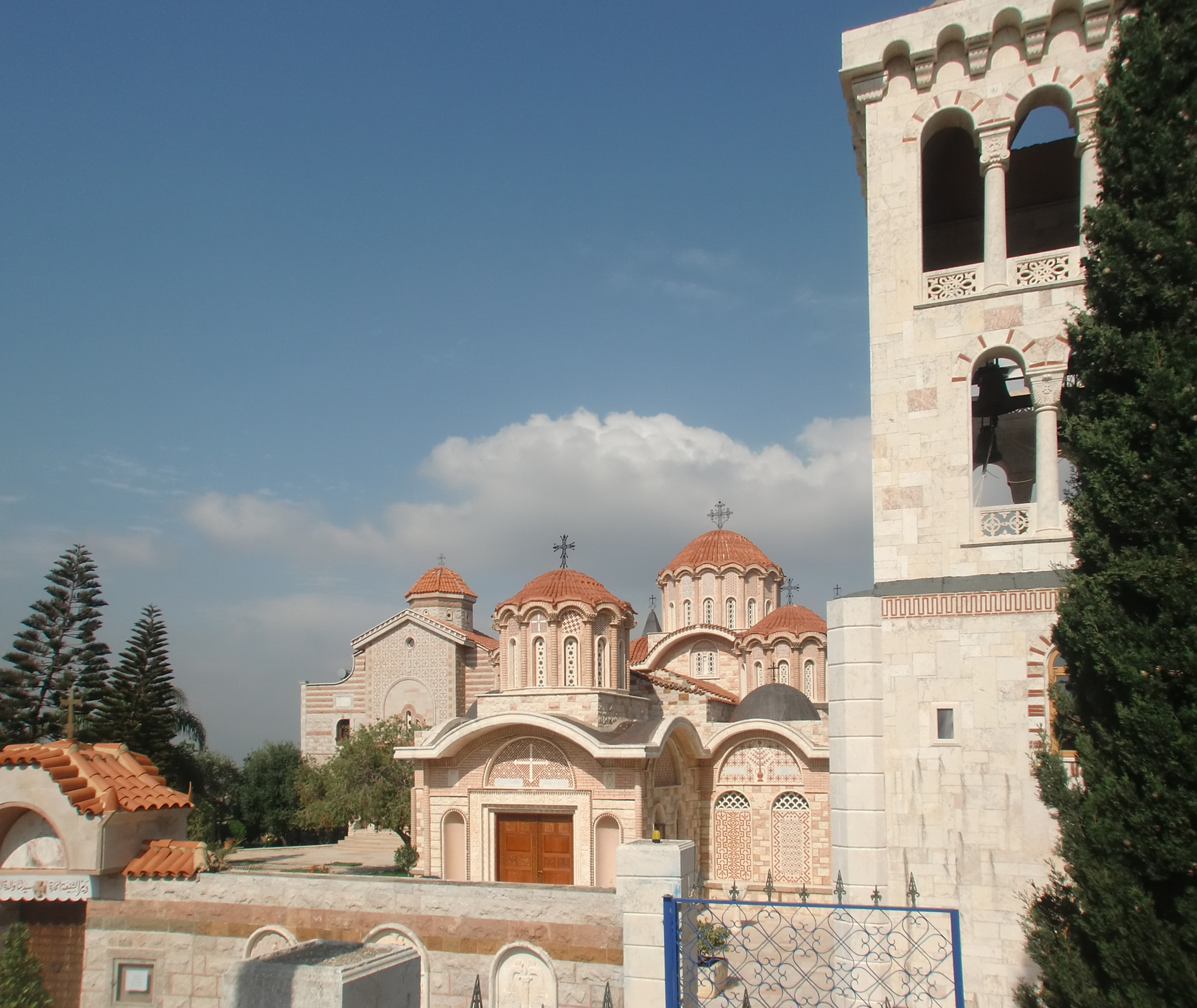
Monasterio de la Virgen María

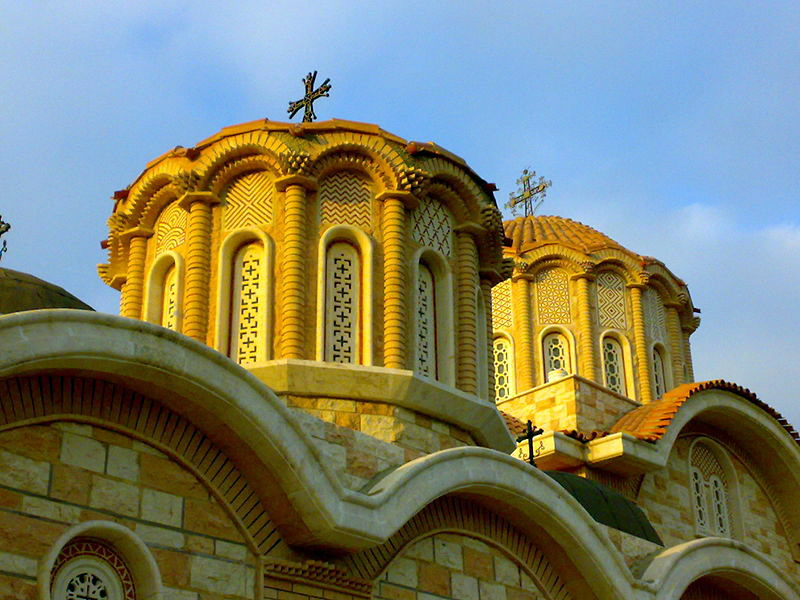
Monasterios de la Virgen María

Bdebba tiene ruinas que datan de la época fenicia. Estos incluyen cuevas antiguas y sarcófagos. Ruinas de la era de las Cruzadas también fueron descubiertas en la ciudad
También hay dos iglesias ortodoxas y un monasterio.

## Educación
No hay escuelas en Bdebba, los estudiantes de primaria van a los pueblos cercanos, algunos estudiantes que buscan un título universitario van a Estados Unidos o Europa.
Casi no hay analfabetismo, la mayoría de los residentes también hablan, francés y / o inglés, y / o español..